# Sivert Høyem
Sivert Høyem (nacido el 22 de enero de 1976 en Sortland, Nordland) es un músico noruego, conocido por ser el vocalista de la banda de rock alternativo Madrugada. 
Después de que el grupo se disolvió tras la muerte de Robert Burås en 2007, ha disfrutado de un éxito local como solista y es también un miembro de The Volunteers con el que dio a conocer  el álbum Exiles en 2006.

## Biografía

### Inicios
Høyem es hijo del maestro forestal Asbjørn Høyem y la dirigente política Jørun Adeleid Drevland. Él proviene del pueblo de Kleiva en Sortland, y asistió a la Escuela Secundaria Superior de Sortland, antes de trasladarse a Oslo en 1995. Si bien tuvo una búsqueda de una carrera musical desde su adolescencia, primero realizó estudios en Historia en la Universidad de Oslo.

### Madrugada
Høyem saltó a la fama a finales de 1990, cuando hizo su gran aparición con la banda Madrugada y su aclamado álbum debut Industrial Silence. Los miembros de la banda incluyeron a Sivert Høyem (voz), Frode Jacobsen (bajo) y Robert Burås (guitarra). Después de la muerte de Burås el 12 de julio de 2007, Høyem y Jacobsen decidieron terminar la grabación de su último álbum. El disco, titulado Madrugada, fue publicado el 21 de enero de 2008. Después del lanzamiento del álbum la banda anunció que se separarían tras una última gira. Ellos realizaron su último concierto el 15 de noviembre de 2008 en la sala Spektrum de Oslo.

### En solitario

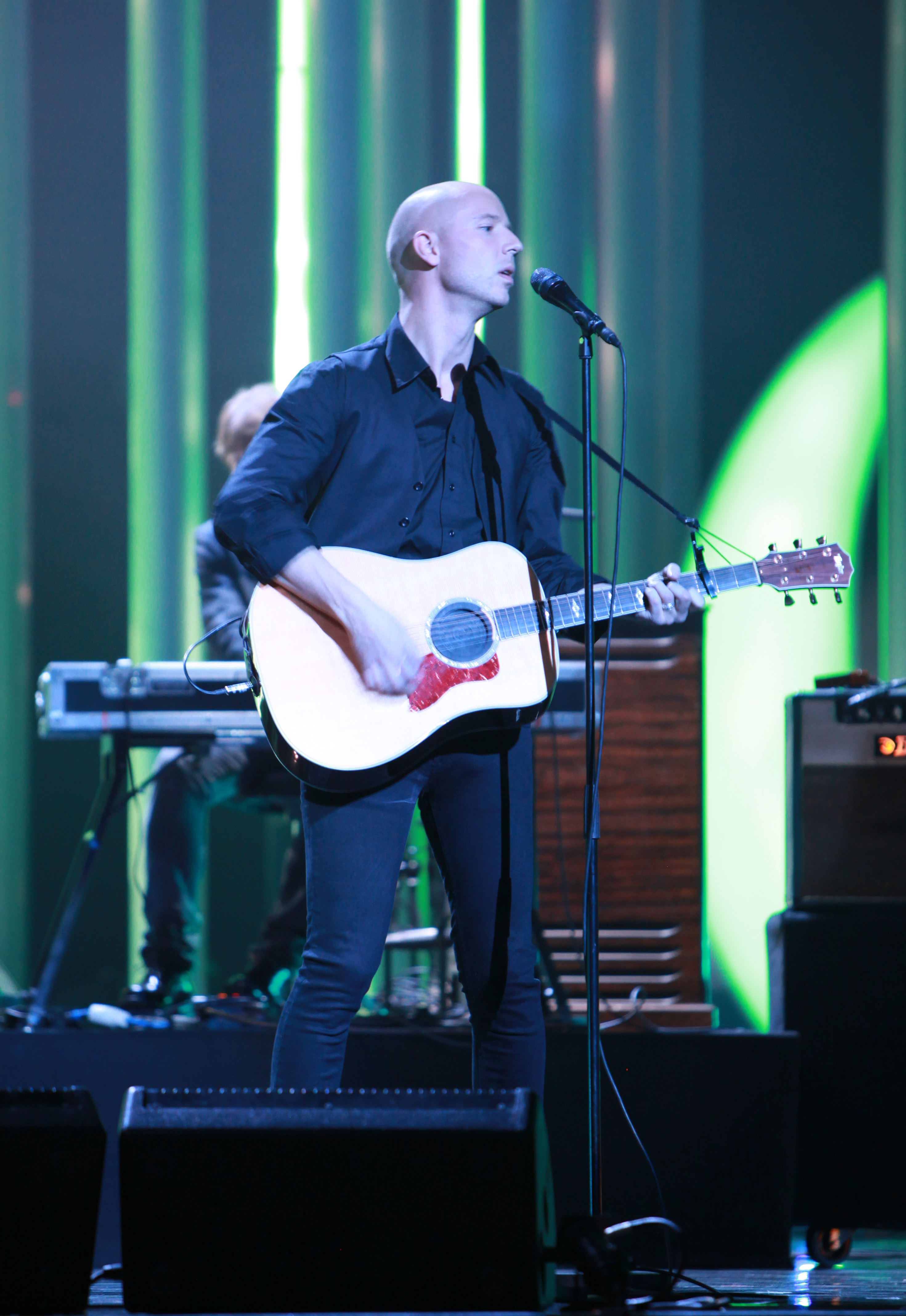
Høyem en el concierto Nobel Peace Prize en Oslo 2010.

Høyem logró cierto éxito en los últimos años como solista, lanzando los álbumes Ladies and Gentlemen of the Opposition (2004), Moon Landing (2009) y Slow Distancia Larga (2011).
Él formó su banda The Volunteers con los siguientes miembros:
- Sivert Høyem: Vocales/Guitarra/Composición
- Cato Salsa: Guitarra/Teclados
- Børge Fjordheim: Batería/Shaker/Pandereta
- Rudi Nikolaisen: Bajo (en conciertos)
- Kalle Gustafson Jerneholm: Bajo (en estudio)
- Christer Knutsen: Guitarra/Teclados

## Discografía

### Álbumes
Con Madrugada
- 1999: Industrial Silence
- 2001: The Nightly Disease
  - CD: The Nightly Disease Vol. II
- 2002: Grit
- 2005: The Deep End
- 2005: Live at Tralfamadore
- 2008: Madrugada

En solitario
- 2004: Ladies and Gentlemen of the Opposition
- 2009: Moon Landing
- 2010: Prisoner of the Road
- 2011: Long Slow Distance
- 2014: Endless Love
- 2016: Lioness

Como Sivert Høyem & the Volunteers
- 2006: Exiles

Como vocalista invitado
- 2013: Vocales para la canción "Phoenix" en el álbum Satyricon de la banda de black metal Satyricon